# Carvel (Alberta)
Carvel est un hameau situé dans le comté de Parkland, dans le centre de la province d'Alberta.